# Triangolo d'oro dell'Arte

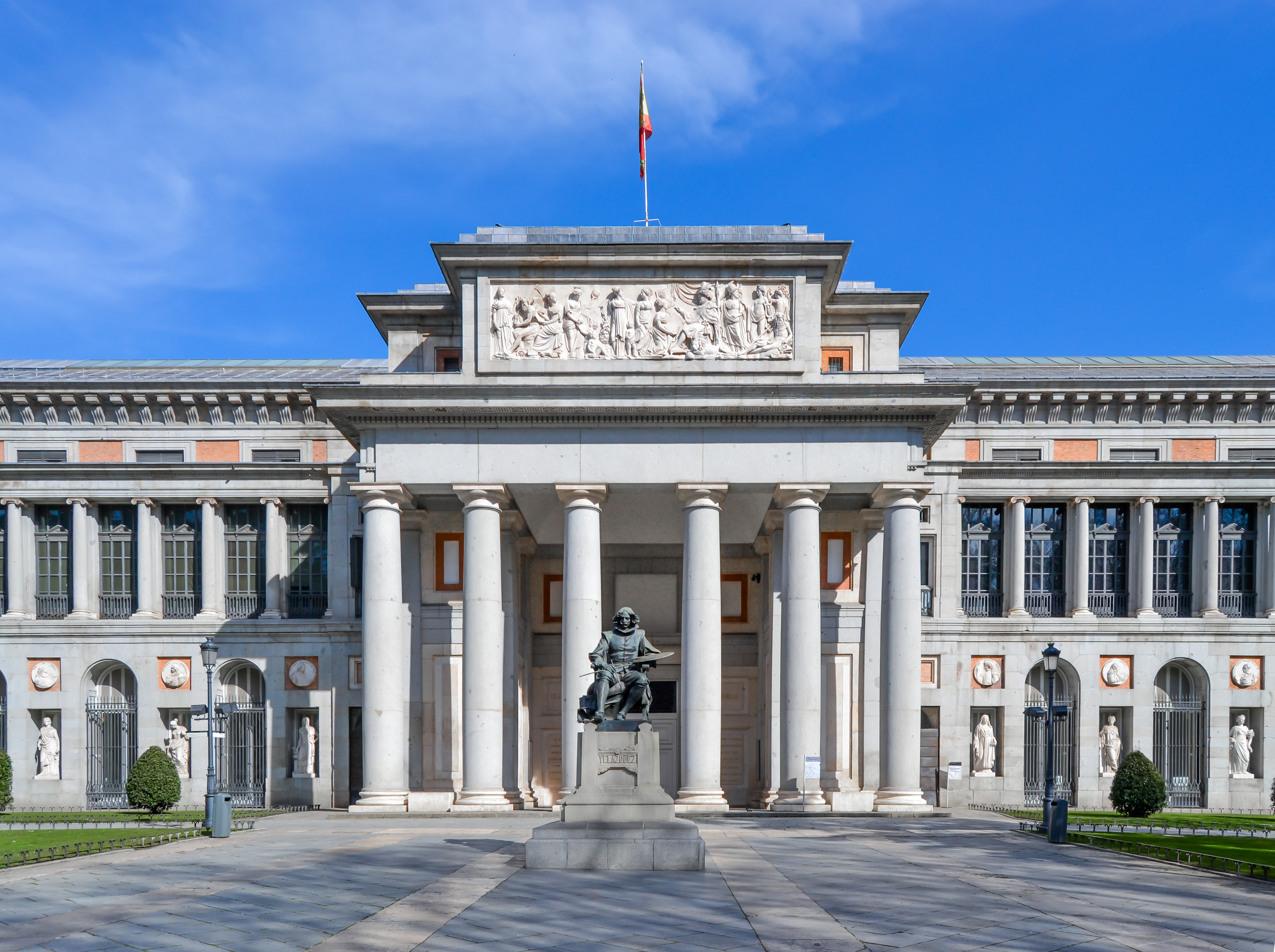
Museo del Prado

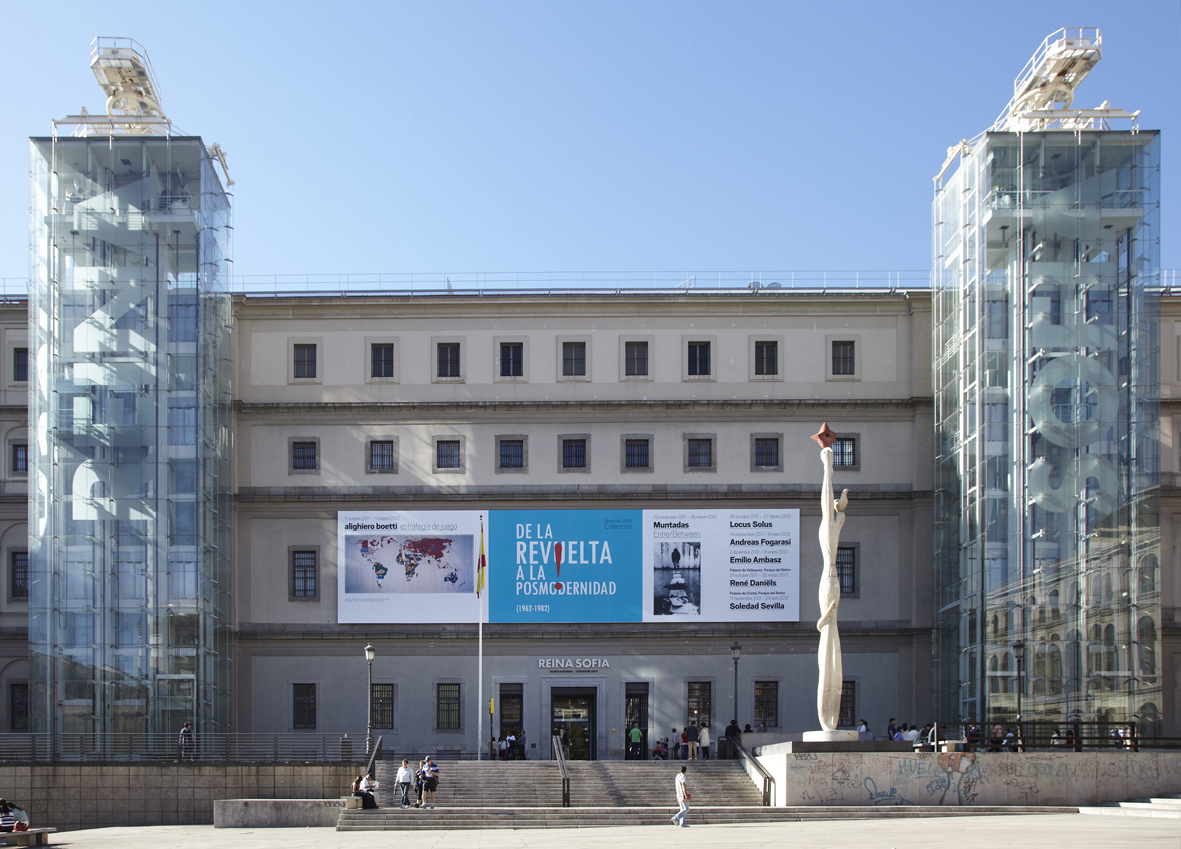
Museo Nacional Centro de Arte Reina Sofía

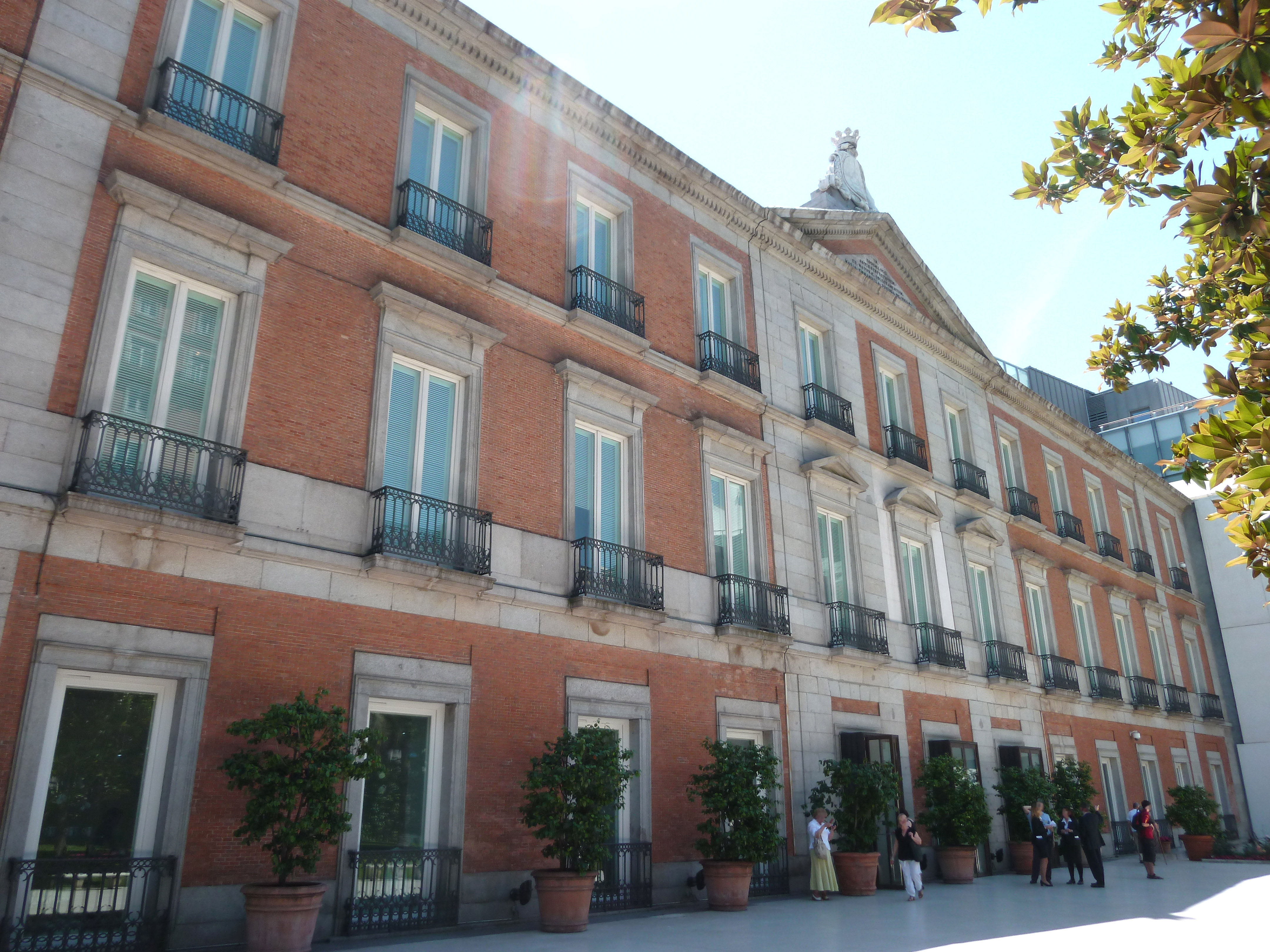
Museo Thyssen-Bornemisza

Il Triangolo d'oro dell'Arte è una definizione che si riferisce ai tre importanti musei d'arte che si trovano nella zona del Paseo del Prado, nel centro di Madrid.
I tre vertici del Triangolo sono il Museo del Prado, il Museo Thyssen-Bornemisza e il Museo Reina Sofía, che insieme hanno attirato 5,3 milioni di visite nel 2008.
Negli ultimi anni sono stati installati nell'area due nuovi spazi espositivi: il CaixaForum e la Tabacalera, che si trova nell'antica Fábrica de Tabacos.
La denominazione dell'area è stata inizialmente suggerita dalla stampa, e successivamente ripresa dalle autorità culturali in occasione dell'apertura del Museo Thyssen-Bornemisza nel 1992, che ha rafforzato quantitativamente l'offerta artistica dell'area e  coperto le lacune (cronologiche e di stile) delle collezioni degli altri due centri, permettendo di ripercorrere l'evoluzione dell'arte (prevalentemente pittorica) dal Medioevo ai giorni nostri.
Infatti il Prado espone l'arte precedente al XX secolo, mentre il museo Reina Sofía è dedicato all'arte moderna e il museo Thyssen-Bornemisza all'arte contemporanea.
Nel 2021 l'area è stata inserita nella lista del Patrimonio dell'umanità dell'UNESCO.

## Altri musei vicini
- Museo archeologico nazionale di Spagna
- Biblioteca Nacional de España
- Real Academia de Bellas Artes de San Fernando
- Fundación MAPFRE
- CaixaForum Madrid
- Museo Nacional de Artes Decorativas
- Museo Naval de Madrid
- Museo Nacional de Antropología
- Casa de América
- Casa-Museo de Lope de Vega
- La Casa Encendida
- Museo del Romanticismo
- Museo de Historia de Madrid